# 43. jaktflygdivisionen
43. jaktflygdivisionen även känd som David Gul var en jaktflygdivision inom svenska flygvapnet som verkade i olika former åren 1936–1978. Divisionen var baserad på Frösö flygplats väster om Östersund.

## Historik
David Gul var 3. divisionen vid Jämtlands flygflottilj (F 4), eller 43. jaktflygdivisionen inom Flygvapnet, och bildades 1936. Divisionen bildades som en "lätt bombflygdivision", men kom 1947 att omorganiseras och ombeväpnades till en jaktflygdivisionen. 
Divisionen följde de olika flygsystemen vid flottiljen, men var alltid sist med att omskolas. Vilket även blev fallet med ombeväpning till J 35D Draken. Från slutet av 1960-talet präglades Flygvapnet av ekonomiska besparingar, bakgrunden var Viggenprojektet. Vilket fick CFV Lage Thunberg att 1967 vakantsätta åtta flygdivisioner inom Flygvapnet. De ekonomiska besparingarna inom Flygvapnet fortsatte dock under hela 1970-talet. I samband försvarsbeslutet 1977, beslutade riksdagen att Flygvapnets fredsorganisation skulle reduceras med fem jaktflygdivisionen, däribland David Gul, vilka skulle upplösas senast den 31 december 1978.

## Materiel vid förbandet
| Bombflygplan - 1937–1940: B 4 Hawker Hart - 1940–1944: B 5B/C - 1944–1948: B 17A/B/C | Jaktflygplan - 1947–1953: J 26 Mustang - 1952–1955: J 28B/C Vampire - 1955–1966: J 29E/F Tunnan - 1966–1970: J 32B Lansen - 1970–1978: J 35D2 Draken |

## Förbandschefer
Divisionschefer vid 43. jaktflygdivisionen (David Röd) åren 1936–1978.
- 1936–1978: ???

## Anropssignal, beteckning och förläggningsort
| David Gul | 1936-??-?? | – | 1978-12-31 |

| 43. lätta bombflygdivisionen | 1936-??-?? | – | 1947-??-?? |
| 43. jaktflygdivisionen       | 1947-??-?? | – | 1978-12-31 |

| Östersund (F) | 1936-??-?? | – | 1978-12-31 |